# Myglenik
Myglenik (bułg. Мъгленик, gr. Σίλο – Silo) – niewielkie pasmo górskie w Rodopach Wschodnich. Najwyższy szczyt – Kodżaele (Tsami, 1266 m n.p.m.). Północny skraj należy do Bułgarii, część centralna i południowa - do Grecji. Na południu przechodzi w pasmo Bukate. Porośnięte lasami bukowymi. Nazwa pasma pochodzi od mgieł otaczających przez większość czasu najwyższe partie. 